# Velocità del suono
La velocità del suono è la velocità con cui il suono si propaga in un certo mezzo. La velocità del suono varia a seconda del tipo di mezzo (ad esempio, il suono si propaga più velocemente nell'acqua che non nell'aria) e delle sue proprietà, tra cui la temperatura.
Nell'aria, la velocità del suono è di 331,2 m/s (1 192,32 km/h) a 0 °C e di 343,4 m/s (1 236,24 km/h) a 20 °C.
Il suono si propaga in modi diversi a seconda che sia in un solido, in cui tutte le molecole sono collegate solidamente fra loro, oppure in un fluido (liquido o gas), che invece è incoerente. Nei fluidi, la velocità del suono segna il confine tra due regimi di moto diversi: il regime subsonico e il regime supersonico.
Questa grandezza è anche la velocità con cui si propagano l'energia cinetica e le sollecitazioni meccaniche in una determinata sostanza.

## Velocità del suono nei solidi
Il suono nei solidi si può propagare in due modi diversi: tramite onde longitudinali in cui il solido viene sollecitato con sforzi di compressione, e onde trasversali in cui la sostanza è sottoposta a sollecitazioni di taglio.
Per un'onda longitudinale, la velocità è data da
{\displaystyle a_{l}={\sqrt {\frac {E}{\rho }}}}
dove {\displaystyle E} rappresenta il modulo di Young del materiale considerato e {\displaystyle \rho } la sua densità.
Per le onde trasversali la formula è analoga 
{\displaystyle a_{t}={\sqrt {\frac {G}{\rho }}}}
dove il modulo di Young viene sostituito da {\displaystyle G}, il modulo di taglio.
Il modulo di Young è sempre superiore a quello di taglio, quindi le onde longitudinali sono sempre le più veloci; se il mezzo è limitato come nel caso di una sbarra o altro oggetto di piccole dimensioni sono anche le uniche ad essere eccitate. Perciò quando si parla di velocità del suono nel mezzo ci si riferisce correntemente a {\displaystyle a_{l}}, trascurando la propagazione trasversale.
In mezzi materiali molto estesi invece i due modi di propagazione coesistono e devono essere considerati entrambi: per esempio nei terremoti il moto del terreno è la risultante sia delle onde P (longitudinali) che delle onde S (trasversali).

## Velocità del suono nei liquidi
In un fluido gli atomi o le molecole sono liberi di scorrere, e quindi le onde trasversali non possono manifestarsi; il suono si propaga solo per mezzo di onde di pressione longitudinali. Ad esempio, un diapason messo in vibrazione in aria o in acqua genera una successione di perturbazioni infinitesime (cioè molto piccole rispetto alle altre grandezze in esame) di compressione ed espansione. Tale successione è percepita dall'orecchio umano come un suono.
La velocità del suono in un fluido generico è data:
{\displaystyle a={\sqrt {\frac {K}{\rho }}}}
essendo K il modulo di compressibilità. Generalmente le compressioni e le espansioni causate dal suono nel fluido sono troppo deboli perché vi sia un apporto apprezzabile di entropia, possiamo considerare il processo isoentropico (ipotesi storicamente avanzata da Laplace).

## Velocità del suono nei gas
Se il fluido con cui abbiamo a che fare è in particolare un gas, possiamo fare qualche passo in più; infatti il modulo di comprimibilità isoentropica di un gas è dato da
{\displaystyle E_{s}=\gamma \,p}
dove {\displaystyle \gamma } è il coefficiente di dilatazione adiabatica del gas e {\displaystyle p} la pressione media, che può essere messa in relazione con le altre variabili di stato termodinamiche con una legge costitutiva, per esempio nel caso valga la legge dei gas ideali:
{\displaystyle a(T)={\sqrt {\gamma \,{\bar {R}}\,T}}}
dove {\displaystyle T} è la temperatura assoluta del gas, e {\displaystyle {\bar {R}}} è la costante propria del gas:
{\displaystyle {\bar {R}}={\frac {R_{0}}{m}}}
con {\displaystyle R_{0}} è la costante universale dei gas, e {\displaystyle m} la sua massa molare.
Possiamo ricavare l'espressione anche applicando il principio di conservazione della massa ed il principio di conservazione della quantità di moto. Un'onda sonora che si propaga attraverso un gas è un fenomeno stazionario dal punto di vista dell'onda sonora, ma è non stazionario dal punto di vista del gas, perché al passare del tempo le grandezze avranno valori differenti: prima del passaggio dell'onda la velocità media del gas avrà sempre il valore {\displaystyle {\vec {a}}} (dove con {\displaystyle a} si indica la velocità del suono appunto), la pressione il valore {\displaystyle p} e la densità il valore {\displaystyle \rho }, mentre dopo di essa la velocità sarà diminuita se l'onda sonora è di compressione (o aumentata se l'onda è di espansione) al valore {\displaystyle {\vec {a}}-\Delta {\vec {v}}}; la pressione e la densità saranno aumentate (o diminuite) al valore {\displaystyle p+dp} e {\displaystyle \rho +d\rho }.
Poiché la massa deve conservarsi, la portata specifica che attraversa l'onda deve essere uguale a quella che l'onda si lascia alle spalle, quindi:
{\displaystyle \rho \,a=\left(\rho +d\rho \right)\left(a-d{\vec {v}}\,\right)}
Trascurando gli infinitesimi di ordine superiore (ovvero i prodotti dei due infinitesimi), abbiamo:
{\displaystyle {\vec {a}}\,d\rho =\rho \,d{\vec {v}}}.
Oltre alla massa poi deve conservarsi anche la quantità di moto, quindi ogni variazione di questa deve essere uguale alla risultante delle forze di massa (l'inerzia, che in un gas è trascurabile) e di superficie (la pressione); quindi:
{\displaystyle p-(p+dp)={\dot {m}}\left(\left({\vec {a}}-d{\vec {v}}\,\right)-{\vec {a}}\,\right)}
risolvendo:
{\displaystyle dp=\rho \,{\vec {a}}\,d{\vec {v}}}.
Infine, eliminando {\displaystyle d{\vec {v}}} tra le due equazioni:
{\displaystyle a^{2}=\left({\frac {dp}{d\rho }}\right)_{s=\mathrm {costante} }}.
dove con il pedice {\displaystyle s=costante} si è messo in evidenza il fatto che il processo avviene ad entropia costante (processo isoentropico).
Ricordando che
{\displaystyle ds=c_{v}\left({\frac {dp}{p}}-\gamma {\frac {d\rho }{\rho }}\right)}
dove {\displaystyle \gamma } è il rapporto tra calore specifico a pressione costante e calore specifico a volume costante.
Per l'entropia costante:
{\displaystyle ds=0\Leftrightarrow {\frac {dp}{p}}=\gamma {\frac {d\rho }{\rho }}}
e ricordando la legge dei gas perfetti:
{\displaystyle p=\rho {\bar {R}}T\,}
dove con {\displaystyle {\bar {R}}={\frac {R_{0}}{m}}} si è indicata la costante del gas per unità di massa e con {\displaystyle T} la temperatura assoluta:
{\displaystyle a^{2}=\gamma {\frac {p}{\rho }}=\gamma {\bar {R}}T}
e quindi si può ricavare la velocità del suono:
{\displaystyle a={\sqrt {\gamma {\bar {R}}T}}.}
Quindi, in approssimazione lineare la velocità del suono in aria varia secondo la legge:
{\displaystyle a(T)={\sqrt {401,8{\frac {m^{2}}{s^{2}K}}\cdot T}}}
dove {\displaystyle T} è la temperatura misurata in K.

## Velocità del suono in aria alle diverse temperature
La tabella seguente fornisce la variazione della velocità del suono {\displaystyle a} nell'aria, della sua densità {\displaystyle \rho } e della sua impedenza acustica specifica {\displaystyle z} al variare della temperatura {\displaystyle (\gamma =1,4)}.
| T in °C | a in m/s | ρ in kg/m³ | z in Pa·s/m |
| ------- | -------- | ---------- | ----------- |
| −10     | 325,4    | 1,341      | 436,5       |
| −5      | 328,5    | 1,316      | 432,4       |
| 0       | 331,5    | 1,293      | 428,3       |
| +5      | 334,5    | 1,269      | 424,5       |
| +10     | 337,5    | 1,247      | 420,7       |
| +15     | 340,5    | 1,225      | 417,0       |
| +20     | 343,4    | 1,204      | 413,5       |
| +25     | 346,3    | 1,184      | 410,0       |
| +30     | 349,2    | 1,164      | 406,6       |

## Esempi della velocità del suono in diversi materiali
La seguente tabella fornisce qualche valore di velocità del suono per alcuni materiali (ove non indicato alla temperatura di 20 °C ed alla pressione di 1 atmosfera):
| Mezzo             | Velocità del suono [m/s] |
| ----------------- | ------------------------ |
| Aria              | 343                      |
| Acqua             | 1 484                    |
| Ghiaccio (a 0 °C) | 3 980                    |
| Vetro             | 5 770                    |
| Acciaio           | 5 900                    |
| Alluminio         | 6 300                    |
| Piombo            | 1 230                    |
| Titanio           | 6 100                    |
| PVC (morbido)     | 80                       |
| PVC (rigido)      | 1 700                    |
| Calcestruzzo      | 3 100                    |
| Faggio            | 3 300                    |
| Granito           | 6 200                    |
| Peridotite        | 7 700                    |
| Sabbia (asciutta) | 10-300                   |